# Crestonica incisus
Crestonica incisus är en fjärilsart som beskrevs av Rothschild 1917. Crestonica incisus ingår i släktet Crestonica och familjen tandspinnare. Inga underarter finns listade i Catalogue of Life.